# Taraxacum phymatocarpum
Taraxacum phymatocarpum là một loài thực vật có hoa trong họ Cúc. Loài này được J.Vahl miêu tả khoa học đầu tiên năm 1840.